# Saison 5 de Daria
Chronologie
Saison 4
Cet article présente le guide de la cinquième saison de la série télévisée d'animation Daria.

## Distribution
Les personnages suivants sont présents dans tous les épisodes :
- Daria, Quinn, Helen et Jake Morgendorffer
- Jane Lane

Pour les autres personnages, leur présence est notifiée à chaque épisode.

## Épisodes

### Épisode 1:Jackpot
- Titre original : Fizz Ed
- Diffusions : 
  -  États-Unis : 19 février 2001 sur MTV
  -  France : 12 février 2002 sur Canal+
- Personnages : Tom, Kevin & Brittany, Jodie, Mack, M. DeMartino, M. O'Neill, Mme Barch, Mlle Li, Upchuck, Jamie.
- Autres personnages : Mlle Defoe, Mme Bennett, Leonard Lamm, M. Cartwright.
- Résumé :

Des restrictions budgétaires ont été votées par l'État et le lycée a de plus en plus de mal à s'en sortir. Les livres sont usagés, les cartes de géographie ne sont pas actuelles et le matériel de sport se dégrade. Sur l'idée d'un conseiller économique, Mlle Li accepte de signer un contrat d'exclusivité avec une marque de soda pour les distributeurs et la cafétéria, incluant un contrat d'affichage publicitaire. Daria et Jane sont les seules personnes à assister à la réunion de présentation du projet, attendu qu'elle a été programmée pour le dimanche de Super Bowl.

### Épisode 2:Ça se fête
- Titre original : Sappy Anniversary
- Diffusions : 
  -  États-Unis : 26 février 2001 sur MTV
  -  France : 14 février 2002 sur Canal+
- Personnages : Tom, Kevin & Brittany, M. O'Neill, Mme Barch, Jamie, Jeffy et Joey.
- Autres personnages : Noah Barkman, Nora, Zhengdong, Sameer et Jackleene.
- Résumé :

Quinn reçoit de nombreux cadeaux de la part de ses prétendants. Elle explique à Daria l'importance dans un couple de se rappeler les dates anniversaires. Bien que ne prêtant pas attention à ce genre de détails futiles, Daria se sent tout de même déstabilisée par le fait que Tom ne se soit pas rappelé leur anniversaire. Dans le même temps, Jake se retrouve employé dans une startup informatique. Il se montre très motivé mais aussi un peu perdu dans cette « entreprise point com » qu'il a du mal à comprendre.
- Commentaires :

La société Banzai.com (Buzzdome.com dans la version originale) fait références aux sociétés de nouvelles technologies créées à la fin des années 1990 et largement surévaluées avant l'éclatement de la bulle Internet.

### Épisode 3:Grosse comme moi
- Titre original : Fat Like Me
- Diffusions : 
  -  États-Unis : 5 mars 2001 sur MTV
  -  France : 15 février 2002 sur Canal+
- Personnages : Kevin & Brittany, Sandi, Stacy, Tiffany, M. DeMartino, Jamie, Jeffy et Joey.
- Autres personnages : Sam et Chris Griffin, Brooke.
- Résumé :

Sandi est victime d'une chute dans les escaliers par la faute de ses frères et se casse une jambe. Lorsqu'elle revient au lycée, elle a pris quelques kilos et son embonpoint lui fait honte. Elle quitte le lycée et se laisse gagner par la déprime, persuadée qu'elle n'a plus d'avenir. Elle démissionne du club de mode et c'est Quinn, puis Stacy qui en assurent la présidence ; Tiffany étant d'une totale inutilité.

### Épisode 4:Agoraphobie
- Titre original : Camp Fear
- Diffusions : 
  -  États-Unis : 12 mars 2001 sur MTV
  -  France : 18 février 2002 sur Canal+
- Personnages : Trent.
- Autres personnages : Les Spirale Mystik, Skip Stevens, Amelia, Tracy, Cindy, Tatiana, Billy, Bobby, Benjy, M. Potts, Earl, Barbara.
- Résumé :

Daria et Quinn sont conviées à une réunion des anciens résidents du centre de vacances Camp Grizzly et s'y rendent avec Jane et Trent. Revoir ces anciens « camarades » n'enthousiasme pas Daria qui préfère lire dans son coin. De leur côté, Jane et Trent vont passer le reste de la journée non-loin, chez un couple de commerçants qui s'essaye à une nouvelle forme de gastronomie, telle que des chips sans saveur conçues pour mieux apprécier la sauce.
- Commentaires :

Deux personnages inspirés de personnes réelles apparaissent dans cet épisode. Il s'agit de Michelle Klein-Hass et Erin Mills, tous deux auteurs de fanfictions sur Daria.

### Épisode 5:Mauvaise nouvelle
- Titre original : The Story of D
- Diffusions : 
  -  États-Unis : 19 mars 2001 sur MTV
  -  France : 16 février 2002 sur Canal+
- Personnages : Tom, Kevin & Brittany, Jodie, Sandi, Stacy, Tiffany, M. O'Neill, Mme Barch, Jamie, Jeffy et Joey.
- Résumé :

Daria s'essaye à l'écriture d'une nouvelle et envisage un éventuelle publication. Tom l'encourage à la proposer à un magazine littéraire, ce qu'elle trouve prétentieux. Elle l'envoi finalement au Musings Magazine, lequel refuse de la publier mais l'encourage dans sa voie. De son côté, après avoir regardé l'émission télévisée Les trophées de la mode au service de l'humanitaire, le club de mode décide de se lancer dans une action de bienfaisance et rédigent un magazine de mode pour la financer.

### Épisode 6:Piqués de grève
- Titre original : Lucky Strike
- Diffusions : 
  -  États-Unis : 26 mars 2001 sur MTV
  -  France : 16 février 2002 sur Canal+
- Personnages : Tom, Kevin & Brittany, Trent, Jodie, Mack, Sandi, Stacy, Tiffany, M. DeMartino, M. O'Neill, Mme Barch, Mlle Li, Upchuck, Jamie, Jeffy et Joey.
- Autres personnages : Mme Bennett, Mlle Defoe, Mme Stoller, Ken Edwards.
- Résumé :

Les professeurs du lycée de Lawndale se mettent en grève pour des revendications salariales. MlleLi, ne voulant pas céder, fait appel à des professeurs remplaçants. M. DeMartino est remplacé par Mme Stoller, professeur en retraite persuadée de diriger une classe de primaire. M. O'Neill est lui remplacé par un certain Ken Edwards, aux tendances pédophiles. La menace d'une action en justice de la part d'Helen abouti au renvoi de M. Edwards. Mlle Li fait alors appel à Daria pour assurer les cours de littérature. De leur côté, Jane et Trent participent à la création de banderoles et de chants revendicateurs pour le soutien des professeurs grévistes.
- Commentaires :

La relation élève-professeur entre Quinn et Daria, ainsi que la supériorité intellectuelle de Quinn sur le club de mode, engagée dans Vivement la rentrée et confirmée à la suite de l'interrogation écrite préparée par Daria, suppose l'émergence d'une relation fraternelle plus forte.

### Épisode 7:À l'ombre des tournesols
- Titre original : Art Burn
- Diffusions : 
  -  États-Unis : 2 avril 2001 sur MTV
  -  France : 16 février 2002 sur Canal+
- Personnages : Tom, Kevin & Brittany, Trent, Sandi, Stacy, Tiffany, M. O'Neill, Mme Barch.
- Autres personnages : Les Spirale Mystik, Mlle Defoe, Steve Taylor, Gary, Wind, Vincent et Amanda Lane.
- Résumé :

Durant le tournage d'un clip, les Spirale Mystik détruisent accidentellement le kiosque à musique de la famille Lane qui semble avoir une grande importance aux yeux de Wind. Jane décide de vendre des toiles pour financer la reconstruction, et finit par travailler pour une galerie de copistes ; mais ce travail affecte ses créations personnelles. Dans le même temps, Trent se charge de contacter des entreprises pour les travaux. Il embauche une poignée de fainéants qui passent leur temps à boire des bières.
- Commentaires :

La femme et son petit garçon qui s'arrêtent au stand de Jane sont les mêmes que dans la boutique d'animaux de l'épisode 306 (Un travail à la noix).

### Épisode 8:Les Affinités sélectives
- Titre original : One J at a Time
- Diffusions : 
  -  États-Unis : 21 mai 2001 sur MTV
  -  France : 17 février 2002 sur Canal+
- Personnages : Tom, Sandi, Stacy, Tiffany, Jamie, Jeffy et Joey.
- Résumé :

Daria reçoit par la poste un livre ancien en édition originale de la part de Tom. Quinn ne saisit pas la valeur d'un tel cadeau. Helen lui explique l'importance des goûts communs et des attentions mutuelles dans une relation durable. Quinn décide alors de se choisir un petit ami stable, mais se base sur des critères superficiels portant sur l'apparence. Instable, elle sort tour à tour avec Jamie, Joey puis Jeffy. Son dernier prétendant est invité, de même que Tom, à un repas de présentation chez les Morgendorffer.
- Commentaires :

Tom a déjà rencontré les Morgendorffer auparavant, mais c'est la première fois qu'il est invité pour des présentations plus officielles.

### Épisode 9:Rétro-actif
- Titre original : Life in the Past Lane
- Diffusions : 
  -  États-Unis : 28 mai 2001 sur MTV
  -  France : 17 février 2002 sur Canal+
- Personnages : Tom, Kevin & Brittany, Trent, Sandi, Stacy, Tiffany, M. DeMartino, M. O'Neill, Mme Barch, Mlle Li, Upchuck.
- Autres personnages : Nathan
- Résumé :

Jane fait la connaissance d'un garçon dont le mode de vie et d'habillement calque ceux des années 1950. Cette tendance rétro n'est pas du goût de Daria et Tom dont Jane s'éloigne quelque temps. Ensemble, ils fréquentent les clubs privés ressemblant à ceux de l'époque de la prohibition et les vieux drive-in. Upchuck se lance dans la magie et se fait aider de M. DeMartino pour escroquer M. O'Neill au bonneteau. Il prend Stacy comme assistante lorsque celle-ci se montre intéressée, et organise un grand show.

### Épisode 10:Les trois sœurs
- Titre original : Aunt Nauseam
- Diffusions : 
  -  États-Unis : 4 juin 2001 sur MTV
  -  France : 24 février 2002 sur Canal+
- Personnages : Tom, Sandi, Stacy, Tiffany.
- Autres personnages : Amy et Rita Barksdale, Theresa, Sam et Chris Griffin.
- Résumé :

Helen reçoit un coup de fil de sa sœur Rita, qui lui apprend le divorce à venir d'Erin et de Brian. Helen accepte de s'occuper de l'affaire et doit recevoir Erin pour étudier le dossier, mais au lieu d'Erin, c'est Rita qui débarque. S'ensuivent des disputes et des règlements de comptes et cette ambiance affecte les autres membres de la famille. Jake décide de s'en aller et demande à Daria de l'appeler quand Rita sera partie ; Daria se montre rude avec Tom et Quinn semble vouloir se rapprocher de sa sœur. Pour apaiser la situation, Daria appelle sa tante Amy, mais très vite celle-ci entre dans les disputes infernales de ses deux sœurs.
- Commentaires :

Le mariage de Brian et d'Erin est le sujet de l'épisode 204 (Gai, gai marions-nous), lequel s'était terminé en règlement de comptes familial.

### Épisode 11:La Bourse ou l'intégrité
- Titre original : Prize Fighters
- Diffusions : 
  -  États-Unis : 11 juin 2001 sur MTV
  -  France : 24 février 2002 sur Canal+
- Personnages : Tom, Brittany, Jodie, Mlle Li, Upchuck.
- Autres personnages : Andrew Landon, M. Brower, Pr J.L. Danada.
- Résumé :

Dans un souci d'économie, Jake a commandé de la viande en gros mais, à la suite d'une erreur de sa part, ce sont des saucisses qui sont livrées. L'idée d'économie a cependant attiré l'attention d'Helen sur les frais de scolarité à venir et encourage Daria à rechercher une bourse d'études. La Fondation Wizard, grosse société d'informatique aux critères d'embauche sexistes et racistes en propose une. Pour concourir, il suffit d'envoyer une dissertation sur un thème donné. Daria, Jodie et Upchuck sont tous trois finalistes, pourtant Daria doute de son intégrité face à la politique de l'entreprise et au fait d'avoir consulté un spécialiste des entretiens.

### Épisode 12:Ma nuit chez Daria!
- Titre original : My Night at Daria's
- Diffusions : 
  -  États-Unis : 28 juin 2001 sur MTV
  -  France : 24 février 2002 sur Canal+
- Personnages : Tom, Kevin & Brittany, Jodie, Upchuck.
- Autres personnages : Tokyo Toby, Dr E.L. Hask.
- Résumé :

Daria et Tom passe la soirée à lire, d'abord au salon puis dans la chambre de Daria, pour échapper à Quinn et être au calme. Endormis sur leurs lectures, ils se réveillent à 4 heures du matin. Tom décide alors de partir discrètement pour rentrer chez lui, mais il tombe sur Jake à demi éveillé traînant dans la cuisine. Helen apprenant la scène, accourt dans la chambre de Daria pour avoir des explications. Sur ce malentendu, Quinn appelle Sandi pour lui raconter et c'est alors que la rumeur d'une nuit torride se propage au lycée. Cette situation amène Daria à se questionner sur sa relation avec Tom et sa possible évolution.

### Épisode 13:C'est mon choix!
- Titre original : Boxing Daria
- Diffusions : 
  -  États-Unis : 25 juin 2001 sur MTV
  -  France : 24 février 2002 sur Canal+
- Personnages : Tom, Kevin, M. O'Neill, Mlle Li.
- Autres personnages : le psychiatre pour enfants.
- Résumé :

Les Morgendorffer se font livrer un nouveau réfrigérateur dont le carton d'emballage a été laissé sur leur pelouse. Ce carton, et le fait que son père soit absent, rappelle à Daria des souvenirs d'enfance qui lui reviennent progressivement sous forme de flashbacks. Elle récupère le carton et s'installe dedans. Elle se rappelle une grave dispute à son sujet entre ses parents un soir, à la fin de laquelle son père est parti de la maison. Elle se souvient également d'une séance avec un psychologue, en présence de ses parents, durant laquelle elle déclare ne pas aimer les autres enfants et n'aimer que les livres. Elle avait alors six ans...
- Commentaires :

Il est fait référence à la séance chez le psychologue dans le premier épisode de la série (Les Égocentriques), lors d'une autre séance, avec le psychologue du lycée.